# Tylototriton vietnamensis
Tylototriton vietnamensis, comunemente noto come tritone coccodrillo del Vietnam o tritone nodoso del Vietnam, è una specie di tritone appartenente alla sottofamiglia Pleurodelinae, della famiglia Salamandridae. Questa specie è nota da quattro località nel Vietnam settentrionale, dove predilige stagni e acquitrini all'interno di una fitta vegetazione di bambù. È molto probabile che si trovi anche in aree adiacenti della Cina e forse del Laos. È possibile che gli esemplari precedentemente identificati come T. asperrimus appartengano in realtà a T. vietnamensis. Tuttavia, sulla base di dati genetici molecolari, il suo parente più prossimo è la specie T. hainanensis.

## Descrizione
Tylototriton vietnamensis è un tritone di piccole dimensioni, con una lunghezza totale di 12 centimetri.

## Conservazione
Tylototriton vietnamensis è attualmente classificato come una specie Vulnerabile, secondo la Lista Rossa IUCN. La principale minaccia per questa specie è il degrado dell'habitat.